# Joeke Baarda
Joeke Baarda (Menaldum, 14 augustus 1936) is een Nederlands voormalig politicus voor het CDA.
Na het voltooien van de MULO-a (1953) en -b (1954) ging Baarda bouwkunde studeren aan de Hogere Technische School Leeuwarden, welke opleiding hij afrondde in 1958. Daarnaast volgde hij een opleiding aan de School voor Reserve-Officieren der Bereden-Artillerie.
Als zoon van een slager, en kleinzoon van voormalig Tweede Kamerlid Jouke Bakker, werd Baarda in 1963 voorzitter van de jongerenafdeling van de CHU, de CHJO, wat hij zou blijven tot 1966. Hij was hoofd van de hoofdafdeling stadsontwikkeling van de gemeente Sneek. In 1971 werd hij in de Provinciale Staten van de provincie Friesland gekozen.
In 1987 gebeurde dit wederom, maar bedankte hij, en werd hij in de Eerste Kamer der Staten-Generaal gekozen - ditmaal voor het CDA, waar de CHU in opgegaan was. Hij was woordvoerder volkshuisvesting, ruimtelijke ordening en verkeer (onder andere bij de debatten over de uitbreiding van Schiphol). Hield zich ook bezig met defensie en was lid van de NAVO-assemblee. Enige jaren voorzitter van de vaste commissie voor Verkeer en Waterstaat. In 2003 zei hij de Kamer vaarwel, en werd hij benoemd tot ridder in de Orde van Oranje-Nassau.
- Parlement.com: vg09llos3nys